# Henri Estienne (l'ancien)
Pour les articles homonymes, voir Estienne.
Henri Estienne (l’Ancien) (Stephanus), né à Paris vers 1460, mort dans la même ville en août ou septembre 1520, est un imprimeur français du début du XVIe siècle.

## Biographie
Henri Estienne est le fils de Geoffroy d'Estienne, co-seigneur de Lambesc, et de Laure de Montolivet. Son frère Raimond d'Estienne devient l'héritier de la famille Estienne, tandis que Henri est déshérité par son père en 1482 « pour s'être adonné à l'imprimerie », le métier d'imprimeur étant alors cause de dérogeance.
Vers 1500, Henri Estienne est associé de Wolfgang Hopyl, et publie un premier livre daté de 1501 : une introduction par Lefèvre d'Etaples aux Éthiques d'Aristote. Il publie aussi un abrégé des Éthiques d'Aristote par Josse Clichtove en 1502 et trois ouvrages en 1503.
Il fonde en 1502, contre l’avis de son père, un établissement d’imprimeur-libraire à l’enseigne d’un écu aux trois fleurs de lis. Il exercera l'imprimerie pendant dix-sept ans et publiera au moins 121 ouvrages. Il installe son imprimerie rue Jean-de-Beauvais, vis-à-vis de l'École de droit puis déménage en 1518 rue de Clos-Bruneau.
C'est en 1505 que parait l'Abrégé de l'Arithmétique de Boëce, le premier ouvrage que l'on connaisse sorti de ses presses. Il adopte pour sa marque les anciennes armes de l'Université ; c'est un écu chargé de trois fleurs de lis, avec une main sortant d'un nuage et tenant un livre fermé. Sa devise était : Plus olei quam vini, remplacée dans les deux éditions de la Logique d'Aristote par Fortuna opes auferre, non animum potest ("la fortune peut nous ravir nos richesses, mais ne nous ôtera pas notre énergie").
Henri Estienne devient un typographe de renom mais connait des périodes difficiles d'un point de vue financier, notamment en raison des procès qu'il eut à mener contre l'église cathédrale Saint-Gervais de Soissons.
Henri s'applique à ne livrer au public que des ouvrages imprimés correctement. Il revoit lui-même les épreuves et les soumet ensuite aux savants qui fréquentent sa maison. Quand, malgré ses soins, quelques fautes leur échappaient, il en avertissait le lecteur, ou les indiquait dans un erratum, usage alors inconnu de ses confrères. Il mourut à Paris, le lieu de sa mort étant parfois confondu avec celui de Henri II son petit-fils (mort quant à lui à Lyon). Ses biographes placent sa mort au 24 juillet 1520 ; mais on aura de la peine à croire que la date s'en accorde si exactement avec celle du dernier ouvrage qu'il a imprimé. Il laisse trois fils, François, Robert et Charles, qui exercèrent tous les trois la profession d'imprimeur. Sa veuve Guyonne Viart épousa Simon de Colines, son associé qui devint le tuteur des fils d'Henri Estienne.
Parmi les ouvrages qu'il a publiés, on trouve le Psalterium quintuplex, de Lefèvre d'Estaples, 1509 et 1515 ; l'Itinerarium d'Antonin, 1512 ; Guillaume Mara, De Tribus, fagiendis, Materia medica de Dioscoride en 1516 etc. Dans la réédition de la Chronique d'Eusèbe faite par Estienne l'Ancien, l’historien Henry Harrisse a relevé le passage suivant, où l'éditeur mentionne l'arrivée en France de sept Indiens de Terre-Neuve ramenés par des pêcheurs de Rouen :
| Septem homines sylvestres ex ea insula (quae terra nova dicitur) Rothomagum adducti sunt cum vestimentis et armis eorum. Fuliginei sunt coloris, grossis labis, stigmata in facie gerentes ab aure ad medium mentum, instar livide venule per maxillas deducta. | Sept hommes sauvages ont été amenés de cette île (qu’on appelle Terre-Neuve) à Rouen avec leurs vêtements et leurs armes. Ils sont couleur de suie, ont de grosses lèvres, portent des tatouages sur la figure, depuis l’oreille jusqu’au milieu du menton en travers des mâchoires, comme une petite veine bleuâtre.... |